# Fondation Cariplo

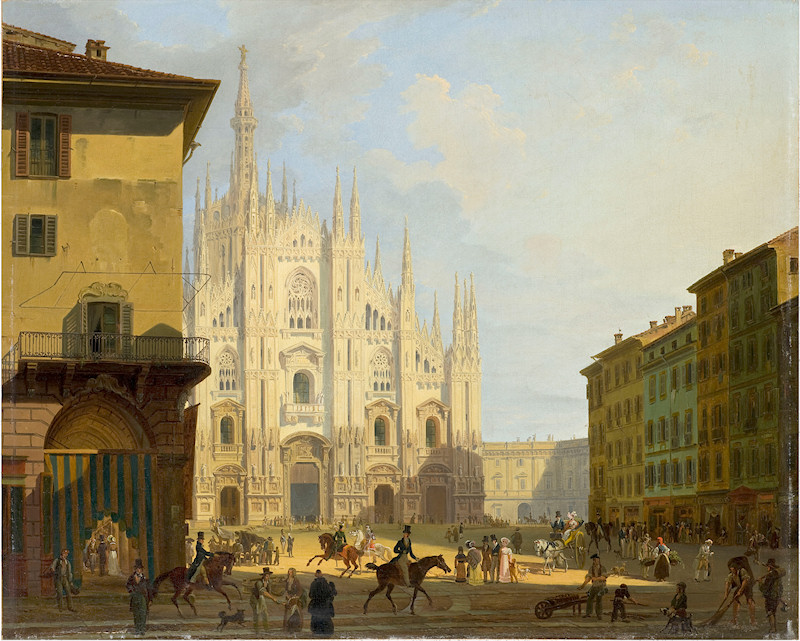
La Veduta di piazza del Duomo in Milano de Giovanni Migliara (1828) appartient à la Fondation Cariplo.

Créée en 1991, la Fondation Cariplo est une fondation philanthropique italienne qui regroupe des banques et organismes bancaires (lesquels ?). Elle est active dans quatre domaines : environnement, art et culture, recherche et services personnels.

## Historique
La Cassa di Risparmio delle Provincie Lombarde (« Caisse d'épargne des provinces lombardes ») a été créée à Milan le 12 juin 1823. Elle exerçait simultanément deux rôles : activité de crédit et aide sociale de bienfaisance, avec comme mission le soutien à l'économie du territoire lombard et l'essor social et culturel de la communauté.
En imposant la séparation des activités de crédit (Cariplo Spa) et de bienfaisance, la loi no 218 de 1990, dite « legge-delega Amato-Carli », favorise la création en décembre 1991 de la Fondazione Cassa di Risparmio delle Provincie Lombarde, plus communément appelée « Fondazione Cariplo ». La fondation poursuit l'activité de bienfaisance de la Cassa di Risparmio delle Provincie Lombarde.
La Fondation Cariplo a lancé en 1998 un projet à l'appui des fondations communautaires dans les capitales des provinces de Lombardie (province du Verbano-Cusio-Ossola et province de Novare).
En 2011, le conseil d'administration de la fondation est présidé par Giuseppe Guzzetti avec comme vice-présidents Mariella Enoc et Carlo Sangalli, le secrétaire général, Pier Mario Vello et les conseillers sont Angelo Abbondio, Charles Cerami, Bruno Ermolli, Rocco Corigliano, Mark Luke Frey et Galli.

## Activité
La Fondation réalise des activités philanthropiques dans quatre domaines : environnement, art et culture, recherche et services personnels. Les lignes de fond des plans d'action sont la croissance de la jouissance du patrimoine culturel, la création d'une autonomie maximale pour les faibles, d'amélioration et de développement humain du capital et de la recherche, et que le développement soit compatible avec l'environnement.